# Calc semàntic
Un calc semàntic és una traducció literal d'una expressió que no respecta l'estructura de la llengua d'arribada, és a dir, un manlleu adaptat només en aparença. La majoria de calcs presenten problemes en el règim verbal o preposicional o bé mostren construccions alienes a la gramàtica, com paraules en ordre invers o manques de concordança. Un exemple seria l'expressió «aire condicionat», calc semàntic de l'anglès (o anglicisme) air conditioned que en una traducció fidel hauria de ser 'condicionat per aire'. Els calcs són neologismes en el moment de fer l'apropiació, però posteriorment poden esdevenir acceptats per la norma.